# Paxtakor Taszkent
Paxtakor Taszkent (uzb. «Paxtakor» (Toshkent) futbol klubi, ros. Футбольный клуб «Пахтакор» Ташкент, Futbolnyj Kłub "Pachtakor" Taszkient) – uzbecki klub piłkarski z siedzibą w stolicy kraju, Taszkencie, grający obecnie w pierwszej lidze.

## Historia
Pachtakor jest najbardziej utytułowanym klubem w Uzbekistanie od czasu utworzenia w tym kraju samodzielnej ligi. W ostatnich latach wywalczył 5 tytułów mistrza kraju z rzędu (15 łącznie) oraz 6 Pucharów Uzbekistanu z rzędu (8 łącznie). Sukcesy odnosił również na arene międzynarodowej, gdy dwukrotnie z rzędu dotarł do półfinału Azjatyckiej Ligi Mistrzów.
Trochę mniej sukcesów zespół osiągał za czasów istnienia Związku Radzieckiego. W pierwszej lidze ZSRR wystąpił 22 razy, zanotował 212 zwycięstw, 211 remisów oraz 299 porażek. Był jedynym uzbeckim klubem, który wystąpił w najwyższej klasie rozgrywkowej ZSRR. Najwyższe miejsce zajęte w lidze to miejsce szóste w 1962 i 1982 roku. Pachtakor w 1968 roku był finalistą Pucharu ZSRR.
W 1979 r. w katastrofie lotniczej nad Ukrainą zginęło 17 zawodników i trenerów klubu.

## Sukcesy

### Trofea międzynarodowe
| \| \| Zdobyte trofea w rozgrywkach międzynarodowych (stan na: 31-12-2015) \| |                                                                     |      |               |
| Rozgrywki                                                                    | Osiągnięcie                                                         | Razy | Sezon(y)      |
| · Liga Mistrzów AFC                                                          | zdobywca                                                            | 0    |               |
| · Liga Mistrzów AFC                                                          | finalista                                                           | 0    |               |
| · Liga Mistrzów AFC                                                          | półfinalista                                                        | 2    | 2002/03, 2004 |
| Puchar AFC                                                                   | zdobywca                                                            | 0    |               |
| Puchar AFC                                                                   | finalista                                                           | 0    |               |
| Azjatycki Puchar Zdobywców                                                   | zdobywca                                                            | 0    |               |
| Azjatycki Puchar Zdobywców                                                   | finalista                                                           | 0    |               |
| Azjatycki Puchar Zdobywców                                                   | ćwierćfinalista                                                     | 1    | 1998/99       |
| Puchar Prezydenta AFC                                                        | zdobywca                                                            | 0    |               |
| Puchar Prezydenta AFC                                                        | finalista                                                           | 0    |               |
| FIFA                                                                         | Zdobyte trofea w rozgrywkach międzynarodowych (stan na: 31-12-2015) |      |               |

### Trofea krajowe
Uzbekistan
| \| \| Zdobyte trofea w rozgrywkach Uzbekistanu (stan na: 29-10-2019) \| |                                                                |              |                                                                                                |
| Rozgrywki                                                               | Osiągnięcie                                                    | Razy         | Sezon(y)                                                                                       |
| Mistrzostwo                                                             | I miejsce                                                      | 15* (rekord) | 1992, 1998, 2002, 2003, 2004, 2005, 2006, 2007, 2012, 2014, 2015, 2019. 2020, 2021, 2022, 2023 |
| Mistrzostwo                                                             | II miejsce                                                     | 6            | 1993, 2001, 2008, 2009, 2010, 2018                                                             |
| Mistrzostwo                                                             | III miejsce                                                    | 2            | 2011, 2017                                                                                     |
| Puchar                                                                  | zdobywca                                                       | 12* (rekord) | 1993, 1997, 2000/01, 2001/02, 2002/03, 2004, 2005, 2006, 2007, 2009, 2011, 2019                |
| Puchar                                                                  | finalista                                                      | 2            | 1996, 2008                                                                                     |
| Superpuchar                                                             | zdobywca                                                       | 0            |                                                                                                |
| Superpuchar                                                             | finalista                                                      | 3* (rekord)  | 1999, 2015, 2016                                                                               |
| II liga                                                                 | I miejsce                                                      | 0            |                                                                                                |
| II liga                                                                 | II miejsce                                                     | 0            |                                                                                                |
| II liga                                                                 | III miejsce                                                    | 0            |                                                                                                |
| Uzbekistan                                                              | Zdobyte trofea w rozgrywkach Uzbekistanu (stan na: 29-10-2019) |              |                                                                                                |

ZSRR
| \| \| Zdobyte trofea w rozgrywkach Związku Radzieckiego (stan na: 31-12-1991) \| |                                                                         |      |            |
| Rozgrywki                                                                        | Osiągnięcie                                                             | Razy | Sezon(y)   |
| Mistrzostwo                                                                      | I miejsce                                                               | 0    |            |
| Mistrzostwo                                                                      | II miejsce                                                              | 0    |            |
| Mistrzostwo                                                                      | III miejsce                                                             | 0    |            |
| Mistrzostwo                                                                      | 6. miejsce                                                              | 2    | 1962, 1982 |
| Puchar                                                                           | zdobywca                                                                | 0    |            |
| Puchar                                                                           | finalista                                                               | 1    | 1967/68    |
| II liga                                                                          | I miejsce                                                               | 1    | 1972       |
| II liga                                                                          | II miejsce                                                              | 2    | 1977, 1990 |
| II liga                                                                          | III miejsce                                                             | 2    | 1964, 1976 |
|                                                                                  | Zdobyte trofea w rozgrywkach Związku Radzieckiego (stan na: 31-12-1991) |      |            |

### Inne trofea
- Puchar Wspólnoty w piłce nożnej:
  - zdobywca: 2007
  - finalista: 2008
- IFA Shield:
  - zdobywca: 1993